# Nicolaus II. von Grönhagen
Nicolaus II. von Grönhagen auch Claus oder Clawes (* wahrsch. in Lüneburg; † 24. August 1438 ebenda) war ein Sülfmeister und Patrizier in der Hansestadt Lüneburg.

## Familie
Nicolaus II. von Grönhagen gehörte dem auf Ulrich von Grönhagen zurückgehenden Lüneburger Patriziergeschlecht von Grönhagen an und zwar zu jenem Teil der Familie mit dem Lilienwappen. Er war ein Enkel Ulrichs und Sohn des Gebhard/Gevehard I. († 1417), Sülfmeister zu Lüneburg, und dessen Gemahlin Catharina von der Möhlen. Er ehelichte 1427 Catharina von Grabow, Tochter des Tidericus von Grabow und der Elisabeth Viscule.

## Leben und Wirken
Nicolaus II. war seit 1414 Lüneburger Ratsherr und wurde 1427 Bürgermeister dieser Stadt. „Nur ein einziges Mal in Lüneburgs Stadtgeschichte kommt es vor, dass für einen Bürgermeister eine ununterbrochene Regierungsdauer von sieben Jahren belegt ist, und zwar für Nikolaus Gronehagen – reg. Bgm: 1427–33, 36 u. 38!“ Wie schon sein Vater erwarb er an der Lüneburger Saline großen Wohlstand, und ist zu den führenden Familien der Stadt zu zählen. 1417 sehen wir ihn als Vogt zu Bardowick, auf Bullendorf, Pfandherr von Brietlingen, Barum, St. Dionys und Dreckharburg. 1432 erwarb er den Ort Bütlingen, welcher nach seinem Tode im Besitz seiner Erben verblieb. Er war Pfandinhaber des Schlosses Harburg an der Elbe und ab 1424 des Schlosses Lüdershausen am wichtigen Neetzeübergang (Weg nach Lübeck).
Im Rahmen ihrer Pfandschlosspolitik erwarb die Stadt Lüneburg eine Reihe umliegender Schlösser und Burgen und setzte dort verbündete Adlige, aber auch solvente Patrizier als städtische Hauptleute ein. Es ging dabei um die Wahrung städtischer Privilegien (Ausfuhrverbote für Korn, Salz und Vieh) sowie um den Schutz des Kaufmanns auf sicheren Wegen sowie um die freie Schifffahrt.
Der Lüneburger Chronik des Propstes Jacob Schomaker entnehmen wir, dass Nicolaus II. zu wichtigen Gesandtschaften auserkoren, also auch mit diplomatischen Aufgaben in der Außenpolitik der Stadt beauftragt wurde: „In Wisby (auf Gotland), Lubeck, Hamborch, Luneborch, Wysmar handelden twischen konink Erick und dem ryke Sweden … Dar wort (im Auftrage des Rats) geschickt her Johan Semmelbecker und Clawes Gronhagen, beyde borgemester.“ 
Nicolaus II. hatte die nötige Reputation, um auch 1436 beim König von Schweden Erik VII. von Dänemark die Angelegenheiten Lüneburgs im Rahmen der Hanse zu vertreten. Es dürfte um Salzexport (als Konservierungsmittel) in den weiten Hanseraum gegangen sein. Der weiträumige Handel auch der Hansestädte wurde durch Erik VII. arg beeinträchtigt, da er die Verbindung zwischen Nord- und Ostsee (insbes. den „Sund“) kontrollierte und die Steuern für die Handelsschiffe in seinem Seegebiet stark heraufsetzte. Die Hansestädte Lübeck, Wismar, Rostock, Stralsund, Greifswald sowie Hamburg und Lüneburg hatten 1426/27 dem Königreich Dänemark den Krieg erklärten, der mit Überfällen, Flottenverbrennungen, Kaperungen etc. mit unterschiedlichen Beteiligten und sehr wechselseitigen Erfolgen jahrelang geführt wurde. Die Mission von Grönhagen war von Erfolg gekrönt, denn 1436 gelang es Hamburg, Lübeck, Lüneburg und Wismar, sich ganz vom Sundzoll zu befreien.
Sein Ende hatte er wohl nahen sehen, denn zuvor tätigte er noch fromme Stiftungen und fundierte 1438 die Vikarie zu St. Viti in St. Johannis, wie er schon 1431 die Vikarie Cosmas und Damian dotiert hatte. Wahrscheinlich geht auf ihn und seinen Vater Gevehard auch das Glasmalerei-Fenster von 1412 aus der Leprosenkapelle des St. Vitus-Hospitals zurück. Nicolaus II. von Grönhagen starb am 24. August 1438.